# Kymsälven

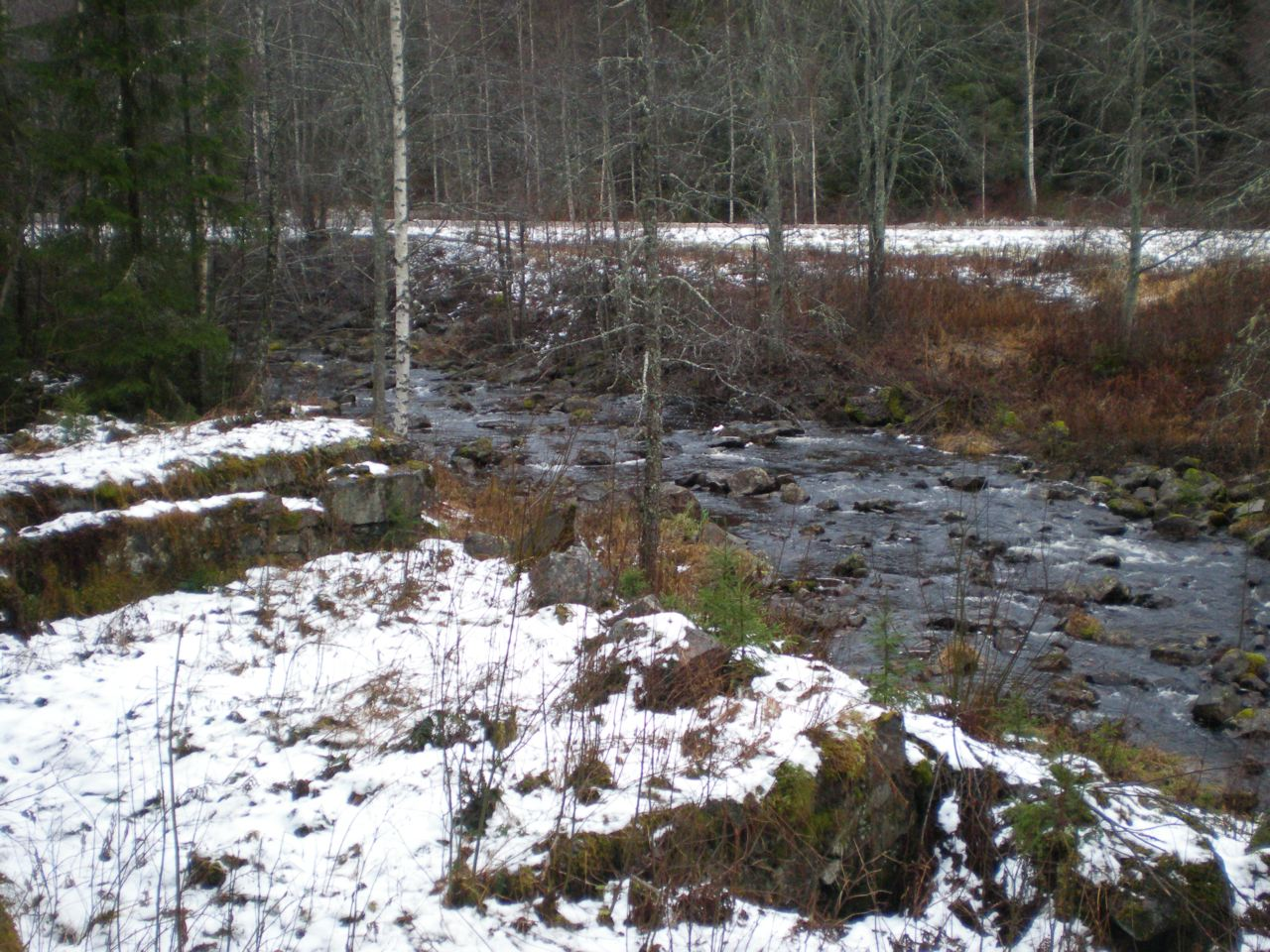
Högfors bruk och Kymsälven i Gräsmark

Kymsälven är en älv i Gräsmarks socken, Sunne kommun. Älven som är ca 2,5 kilometer lång, avvattnade förr sjön Kymmen och rann ut i Granån men efter Kymmenprojektet är den tidvis torrlagd. Forsen i Kymsälven blev tidigt nyttjad och Högfors Bruk eller som det också kallades Kymsbergs bruk blev omnämnt i bruksregister första gången 1685. Intill älven har det funnits järnbruk, sulfatbruk, träsliperi och kvarn.